# Bittacus formosanus
Bittacus formosanus är en näbbsländeart som beskrevs av Syuti Issiki 1927. Bittacus formosanus ingår i släktet Bittacus och familjen styltsländor. Inga underarter finns listade i Catalogue of Life.